# 박광온
박광온(朴洸瑥, 1957년 4월 25일~)은 대한민국의 MBC 기자 출신 정치인이다. 제19·20·21대 국회의원이다. 더불어민주당 원내대표(2023. 4.~2023. 9.)를 지냈다.

## 학력
- 현산남국민학교 졸업
- 광주동성중학교 졸업
- 광주상업고등학교 졸업
- 고려대학교 사회학 학사
- 동국대학교 언론정보대학원 석사

## 경력
- 1984.01~1997.07: MBC 기자 입사, 보도국 사회부, 외신부, 정치부
- 1997.08~2000.05: MBC 도쿄 특파원
- 2000.05~2001.07: MBC 보도국 국제부 부장
- 2000.5.13~2002.1.13: MBC 뉴스데스크 주말 앵커
- 2001.07~2001.10: MBC 보도행정부
- 2001.10~2003.02: MBC 보도국 정치부 차장
- 2003.03~2005.01: MBC 보도국 정치담당 전문기자
- 2005.02~2005.09: MBC 보도국 통일외교부 부장
- 2005.09~2006.08: MBC 보도국 뉴스편집센터 1CP 부장
- 2006.08~2007.07: MBC 보도국 정치·국제에디터
- 2007.07~2008.09: MBC 논설위원실 논설위원
- 2008.3.31~2008.09.05: MBC 뉴스와 경제 앵커
- 2008.09~2009.03: MBC 보도국장
- 2008~2009:《일요 인터뷰 人》 진행자
- 2010.05~2011.05: MBC 100분 토론 진행자
- 2011.09: 정계 입문
- 2011.12~2012.02: 제19대 국회의원 선거 전남 해남군·완도군·진도군 민주통합당 국회의원 예비후보
- 2012.10~2012.12: 제18대 대통령 선거 민주통합당 문재인 대통령 후보 선거대책위원회 홍보본부장, 대변인
- 2013.05~2014.01: 민주당 홍보위원장
- 2014.01~2014.10: 민주당→새정치민주연합 대변인
- 2014년 7월 30일: 2014년 상반기 재보궐선거 당선(경기 수원시 정, 새정치민주연합, 초선)
- 2014.08~2024.05: 새정치민주연합→더불어민주당 경기도당 수원시 정 지역위원회 위원장
- 2015.05~2016.05: 새정치민주연합→더불어민주당 원내부대표
- 2015.06~2016.01: 새정치민주연합→더불어민주당 문재인 당대표 비서실장
- 2016.04~2016.05: 더불어민주당 대변인
- 2016년 4월 13일: 대한민국 제20대 국회의원 선거 당선(경기 수원시 정, 더불어민주당, 재선)
- 2016.05~2016.08: 더불어민주당 수석대변인
- 2016.05~2016.08: 더불어민주당 국민연금 공공투자 특별위원회 위원장
- 2016.09~2017.06: 더불어민주당 제2정책조정위원회 위원장
- 2017.05~2017.07: 국정기획자문위원회 대변인
- 2017.05~2017.07: 국정기획자문위원회 경제1분과 위원
- 2017.06~2018.07: 더불어민주당 제3정책조정위원회 위원장
- 2018.02~2018.07: 더불어민주당 경기도당 위원장
- 2018.08~2020.08: 더불어민주당 최고위원
- 2020년 4월 15일: 대한민국 제21대 국회의원 선거 당선(경기 수원시 정, 더불어민주당, 3선)
- 2020.08~2021.05: 더불어민주당 사무총장
- 2020.08~2021.05: 민주연구원 이사회 이사(당연직)
- 2023.04~2023.09: 더불어민주당 원내대표

### 의정 활동
- 2014.07~2016.05: 제19대 국회의원(경기 수원시 정, 새정치민주연합→더불어민주당, 초선)
  - 2014.08~2016.05: 제19대 국회 후반기 기획재정위원회 위원
  - 2015.03~2016.05: 제19대 국회 동북아역사왜곡대책특별위원회 위원
  - 2015.05~2016.05: 제19대 국회 후반기 국회운영위원회 위원
- 2016.05~2020.05: 제20대 국회의원(경기 수원시 정, 더불어민주당, 재선)
  - 2016.06~2018.05: 제20대 국회 전반기 기획재정위원회 간사
  - 2017.05~2018.05: 제20대 국회 전반기 예산결산특별위원회 위원
  - 2018.07~2019.08: 제20대 국회 후반기 과학기술정보방송통신위원회 위원
  - 2019.08 : 제20대 국회 후반기 교육위원회 위원
  - 2019.08~2020.05: 제20대 국회 후반기 과학기술정보방송통신위원회 위원
- 2020.05~2024.05: 제21대 국회의원(경기 수원시 정, 더불어민주당, 3선)
  - 2020.06~2020.09: 제21대 국회 전반기 과학기술정보방송통신위원회 위원장
  - 2020.07~2024.05: 국회 ICT융합포럼 구성의원
  - 2020.09~2021.08: 제21대 국회 전반기 정무위원회 위원
  - 2021.08~2022.05: 제21대 국회 전반기 법제사법위원회 위원장
  - 2022.07~2023.06: 제21대 국회 후반기 교육위원회 위원
  - 2023.05~2023.09: 제21대 국회 후반기 국회운영위원회 위원
  - 2023.05~2023.09: 제21대 국회 후반기 정보위원회 위원
  - 2023.06~2023.06: 제21대 국회 후반기 정무위원회 위원
  - 2023.06~2024.05: 제21대 국회 후반기 기획재정위원회 위원

## 진행

### 텔레비전
- 2000년 5월 13일~2002년 1월 13일: MBC 《MBC 뉴스데스크》주말앵커
- 2008년: MBC 《MBC 뉴스와 경제》 앵커
- 2009년 11월 29일~2010년 5월 16일: MBC 《MBC 뉴스와 인터뷰》 - 일요인터뷰
- 2010년 5월 20일~2011년 5월 26일: MBC 《MBC 100분 토론》 진행자

## 논란

### 1호법안 위하여 보좌진 4박5일 밤샘 논란
제21대 국회 ‘1호 법안’으로 일명 ‘사회적 가치법’을 제출하였다. 사회적 가치법은 사회적 가치 실현을 공공부문 핵심 운영원리로 삼아야 한다는 내용의 법안인데 문제는 1호법안을 제출하는 과정에서 보좌진들을 4박5일 ‘밤샘 대기’하게하여 논란이 되었다. 이에 대해 국회의원의 갑질이라는 비판을 받았다. 진중권 전 동양대 교수는 박 의원이 의안과에 '1호 법안'을 제출하는 기사를 올리며 "한탕, 재탕, 3탕 법안으로 고작 저 사진 하나 찍으려고 보좌진들에게 4박5일 교대로 밤 새우게 하는 것이 한국의 노동 현실"이라며 "아무짝에도 쓸 데 없는 일로 초과 근무를 시키니 산업재해와 안전사고가 안 일어날 수 없다"고 평하였다. 이에 박광온 의원은 “이런 방식으로 진행되는 줄 몰랐다”며 “인터넷 접수도 가능하지 않나 생각했는데 이런 방법을 통해 이뤄지는 것은 세세하게 몰랐다”고 밝혔다. 이어 “인터넷 접수를 하려고 했더니, 법안을 발의할 때 최소 국회의원 10명 이상의 동의가 필요한데 10명이 동시에 접속해 동의하는 사인을 하는 건 사실상 불가능”이라며 “그래서 제일 먼저 위치를 선점한 것”이라고 말했다.

## 역대 선거 결과
|  | 52.67% |

|  | 46.34% |

|  | 57.42% |

## 소속 정당
| 소속 정당 | 소속 정당      | 소속 기간 | 비고           |
| --------- | -------------- | --------- | -------------- |
|           | 민주통합당     | 2011~2013 | 창당 정계 입문 |
|           | 민주당         | 2012~2014 | 당명 변경      |
|           | 새정치민주연합 | 2014~2015 | 합당           |
|           | 더불어민주당   | 2015~현재 | 당명 변경      |

## 같이 보기
- 수원시 정
- 수원시 영통구의 국회의원
- 수원시의 국회의원